# Jyske mesterskab 1930-31 (fodbold)
Det jyske mesterskab i fodbold 1930-31 var den 33. udgave af turneringen om det jyske mesterskab i fodbold for herrer organiseret af Jydsk Boldspil-Union. Esbjerg fB vandt turneringen for første gang. Vinderen af turneringen kvalificerede sig til Provinsmesterskabsturneringen 1930-31. Esbjerg fB deltog dog ikke, idet dårligt vejr havde forsinket det jyske mesterskab så meget, at en vinder ikke var fundet før Provinsmesterskabets planlagte start 24. maj 1931.
Det bedste hold i hver af de to kredse, som ikke i forvejen spillede i Danmarksturneringen, kvalificerede sig til Oprykningsserien 1931-32. Det betød, at Aalborg Chang og Vejle BK kvalificerede sig, mens Randers Freja og AIA spillede en kvalifikationskamp, som AIA vandt.
Nr. seks i hver af de to kredse spillede en kvalifikationskamp mod finalisterne fra JBUs A-række. Vejen SF rykkede op i stedet for Haderslev FK.

## JBUs Mesterskabsrække

### Nordkredsen
AaB og AGF deltog samtidig i Mesterskabsserien 1930-31 og Aalborg Freja i Oprykningsserien 1930-31.

| Pos | Hold          | K  | V | U | T | M+ | M- | MR    | P  | Kvalifikation eller nedrykning               |
| --- | ------------- | -- | - | - | - | -- | -- | ----- | -- | -------------------------------------------- |
| 1   | AGF           | 10 | 8 | 0 | 2 | 44 | 15 | 2,933 | 16 | Kvalifikation til finale                     |
| 2   | AaB (M)       | 10 | 6 | 0 | 4 | 37 | 25 | 1,480 | 12 |                                              |
| 3   | Aalborg Chang | 10 | 5 | 0 | 5 | 29 | 35 | 0,829 | 10 | Kvalifikation til Oprykningsserien 1931-32   |
| 4   | Randers Freja | 10 | 4 | 1 | 5 | 20 | 20 | 1,000 | 9  |                                              |
| 5   | AIA (O)       | 10 | 4 | 1 | 5 | 30 | 43 | 0,698 | 9  | Kvalifikation til Oprykningsserien 1931-32   |
| 6   | Aalborg Freja | 10 | 1 | 2 | 7 | 16 | 40 | 0,400 | 4  | Kvalifikation til Op- og nedrykningsslutspil |

### Sydkredsen
Horsens fS deltog samtidig i Mesterskabsserien 1930-31 og Esbjerg fB i Oprykningsserien 1930-31.

| Pos | Hold          | K  | V | U | T | M+ | M- | MR    | P  | Kvalifikation eller nedrykning               |
| --- | ------------- | -- | - | - | - | -- | -- | ----- | -- | -------------------------------------------- |
| 1   | Esbjerg fB    | 10 | 6 | 3 | 1 | 32 | 21 | 1,524 | 15 | Kvalifikation til finale                     |
| 2   | Vejle BK      | 10 | 6 | 2 | 2 | 36 | 24 | 1,500 | 14 | Kvalifikation til Oprykningsserien 1931-32   |
| 3   | Horsens fS    | 10 | 5 | 3 | 2 | 52 | 20 | 2,600 | 13 |                                              |
| 4   | Kolding B     | 10 | 3 | 2 | 5 | 29 | 33 | 0,879 | 8  |                                              |
| 5   | Fredericia BK | 10 | 3 | 2 | 5 | 27 | 35 | 0,771 | 8  |                                              |
| 6   | Haderslev FK  | 10 | 1 | 0 | 9 | 17 | 51 | 0,333 | 2  | Kvalifikation til Op- og nedrykningsslutspil |

## Finale
Med 7.000 tilskuere til den anden finalekamp blev der sat tilskuerrekord for en fodboldkamp mellem to danske klubber uden for København.
| 31. maj 1931 |

| Esbjerg fB                               | 3 - 1   | AGF                         |
| ---------------------------------------- | ------- | --------------------------- |
| Svend Hansen 5', 75' · Holger Larsen 65' | (1 - 0) | Søren Vadstrup Jensen 85' · |

| Esbjerg Idrætspark, Esbjerg Tilskuere: 3.000 Dommer: Johannes Nielsen, Holstebro |

| 14. juni 1931 |

| AGF                                           | 1 - 2   | Esbjerg fB              |
| --------------------------------------------- | ------- | ----------------------- |
| Frimodt Jørgensen 8' · Thorkild Jørgensen 36' | (1 - 1) | Svend Hansen ??', 55' · |

| Aarhus Stadion, Aarhus Tilskuere: 7.000 Dommer: L. Sørensen, Vejle |

Esbjerg fB vandt finalen med fire point mod nul.

## Op- og nedrykningsslutspil
Vinderen af JBU A-rækkens nordkreds, AFC, spillede mod nr. seks fra nordkredsen i JBUs Mesterskabsrække, Aalborg Freja. Vinderen af JBU A-rækkens sydkreds, Vejen SF, spillede mod nr. seks fra sydkredsen i JBUs Mesterskabsrække, Haderslev FK. Reglerne var ændret, så der blev spillet op til to kampe. Hvis holdene fra Mesterskabsrækken - i dette tilfælde Haderslev eller Aalborg Freja - tabte en af deres kampe, eller spillede begge uafgjort, rykkede de ud.
| 31. maj 1931 |

| Haderslev FK | 1 - 5   | Vejen SF |
| ------------ | ------- | -------- |
|              | (1 - 1) |          |

| Fredericia Tilskuere: 1.200 |

Vejen SF rykkede op i Mesterskabsrækkens sydkreds. Haderslev FK rykkede ned.
| 31. maj 1931 |

| AFC            | 1 - 1   | Aalborg Freja        |
| -------------- | ------- | -------------------- |
| Poul Hesse 51' | (0 - 0) | Verner Nielsen 60' · |

| Randers stadion, Randers Dommer: Anker Nielsen, Randers |

| 14. juni 1931 |

| Aalborg Freja                                               | 3 - 1   | AFC              |
| ----------------------------------------------------------- | ------- | ---------------- |
| ?? 15' · Hans Andersen 2-1' str. · Verner Nielsen 3-1' str. | (1 - 1) | Poul Hesse 10' · |

| Randers stadion, Randers |

Aalborg Freja forblev i Mesterskabsrækken.

## Kvalifikation til Oprykningsserien
| 18. juni 1931 |

| AIA                                                              | 3 - 1   | Randers Freja      |
| ---------------------------------------------------------------- | ------- | ------------------ |
| Niels Borges 7' · Folmer Andersen 47' str. · Magnus Petersen 75' | (1 - 0) | Knud Gleerup 50' · |

| Silkeborg Stadion, Silkeborg |

## Øvrige kilder
- Alstrup, Aksel (1950-1953). "JBU-mesterskabernes fordeling". Jysk Fodbold i Fortid og Nutid - Bind 1 & 2. Odense: Jydsk Boldspil-Union, Østergaards Forlag. s. 88-92.